# NGC 7749
NGC 7749 is een lensvormig sterrenstelsel in het sterrenbeeld Beeldhouwer. Het hemelobject werd op 27 september 1834 ontdekt door de Britse astronoom John Herschel.

## Synoniemen
- ESO 471-9
- MCG -5-56-3
- PGC 72338